# Nolanische Amphora

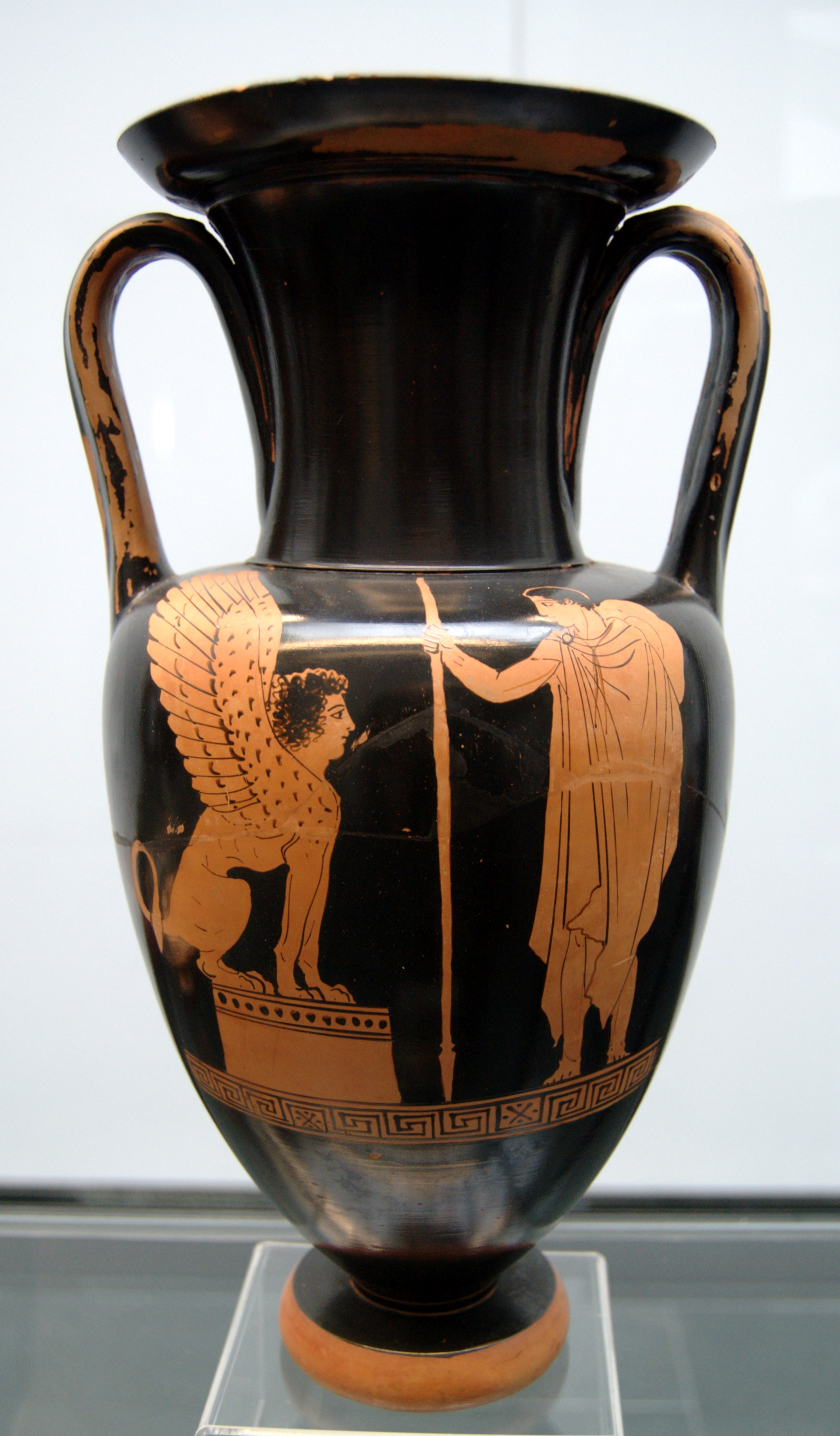
Nolanische Amphora des Achilleus-Malers, Ödipus und Sphinx, um 440/430 v. Chr.

Nolanische Amphoren sind eine kleinere Sonderform der Halsamphora. Sie wurden etwa in der Zeit zwischen 500 und 400 v. Chr. produziert. Besonders auffällig ist im Unterschied zu den Halsamphoren der weniger ausladende Amphorenkörper. Ihren Namen bekam die Nolanische Amphora aufgrund der großen Zahl gefundener Exemplare dieser Amphorengattung in der unteritalischen Stadt Nola sowie in der Nachbarstadt Capua und dem weiteren Umfeld der beiden Städte. Offensichtlich war diese Vasenform dort besonders beliebt. Für die Vasenmaler des rotfigurigen Stils waren Nolanische Amphoren etwa seit 490 v. Chr. einer der bevorzugten Bildträger.